# 愛知県道434号愛知県民の森線
愛知県道434号愛知県民の森線（あいちけんどう434ごう あいちけんみんのもりせん）は、愛知県新城市内を走る一般県道である。

## 概要

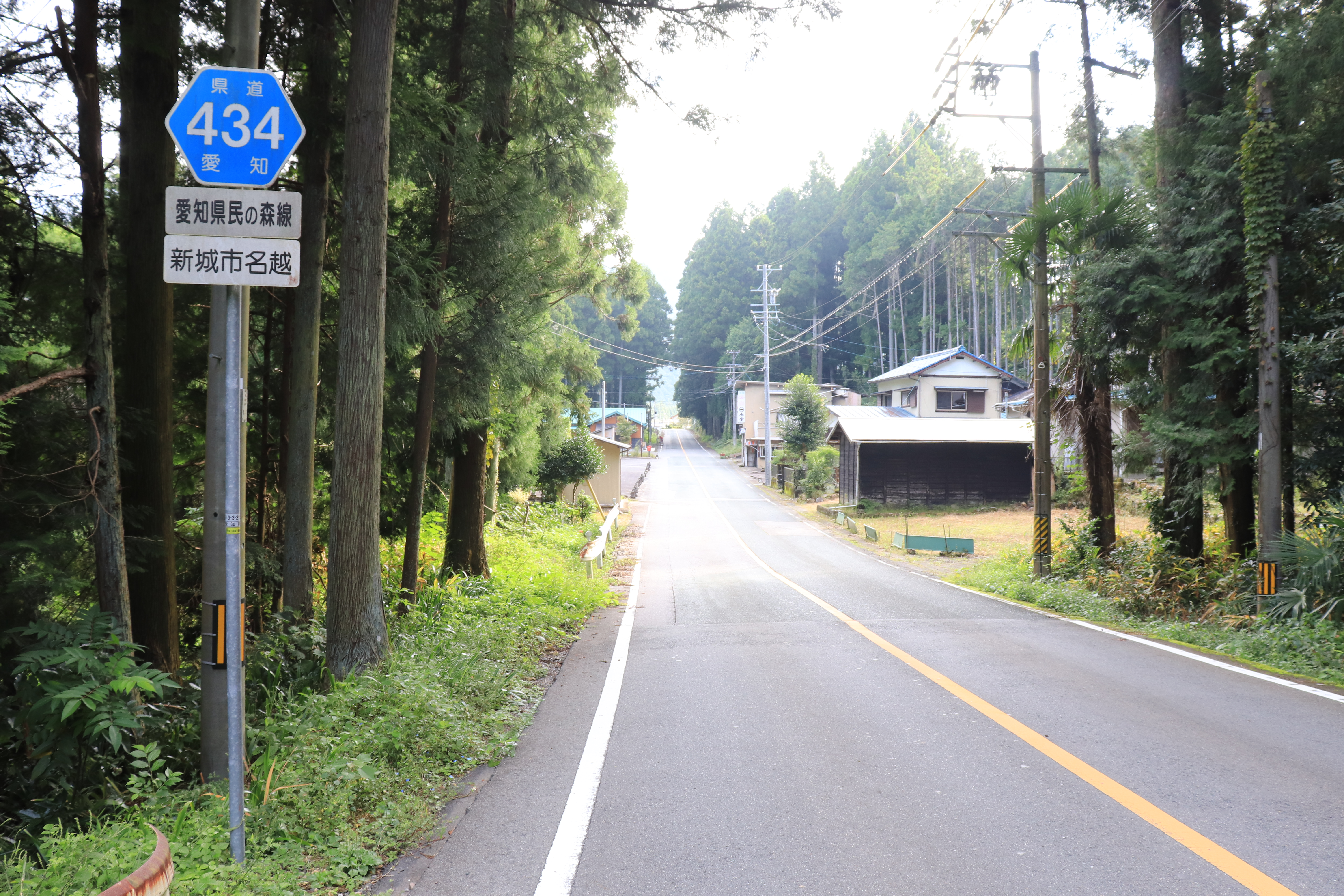
愛知県道434号愛知県民の森線、新城市名越坂下にて

### 路線データ
- 起点：愛知県民の森（入口正面）
- 終点：愛知県新城市名越（国道151号交点）

## 沿革
- 1972年9月16日：認定

## 通過する自治体
- 愛知県
  - 新城市

## 接続する道路
- 国道151号

## 周辺
- 愛知県民の森
- JR飯田線 三河槙原駅